# エレーヌ・ベルトー
エレーヌ・ベルトー（Hélène Bertaux、出生時の名前: Joséphine Charlotte Hélène Pilate、1825年7月4日 - 1909年4月20日）はフランスの女性彫刻家である。女性芸術家が美術の高等教育を受け、男性と同じように展覧会やローマ賞などのコンクールに参加できるようにする活動に取り組んだことなどで知られる。

## 経歴
パリで生まれた。母親の最初の結婚で生まれた娘で、母親は彫刻家のピエール・エベール(Pierre Hébert: 1804-1869)と再婚し、1828年に彫刻家となる義理の弟のピエール＝ウジェーヌ＝エミール・エベールが生まれた。12歳から父親に彫刻を学び、その後、彫刻家のオーギュスト・デュモンに学んだ。当時流行していた時計の装飾彫刻の仕事を始めた 。工芸家（鋳造職人）のヴィクトル・パイヤール(Victor Paillard)を通じて、ジェームス・プラディエやアントワーヌ＝ルイ・バリー、アルベール＝エルネスト・カリエ＝ベルーズ、オーギュスタン・プレオーといった有名な彫刻家たちと知り合った。ナポレオン3世や皇后のウジェニー・ド・モンティジョにも知られるようになった。
1854年に最初の結婚相手と別れ、彫刻家のレオン・ベルトー(Léon Bertaux: 1827-1910)と結婚した。1858年から夫妻はパリのモンマルトルに住んだ。
1863年にパリのサロンに出展し、1864年にサロンで一等賞を受賞した。1870年代に多くの注文を受けて彫刻を制作した。普仏戦争、パリ・コンミューンの時代はパリを離れ、1973年にパリに戻り、パリのサロンで一等賞を受賞し、作品は国に買い上げられた。
彫刻家としての実績を上げた後、1873年に女性に彫刻を教えるコースをはじめ、1879年に美術学校を開き 、1881年に夫の支援を受けて「女性画家・彫刻組合(Union des femmes peintres et sculpteurs)」を設立し、その初代会長になった。画家のヴィルジニー・ドゥモン＝ブルトンらと活動し、国立高等美術学校に女性の入学を認めさせるような活動をした。1894年に会長職を辞したが、この運動の結果、1896年に国立高等美術学校に女性の入学が認められる成果を得た。
彫刻家としては1889年のパリ万国博覧会 (1889年)パリ万国博覧会に出展し、金メダルを受賞し、1893年のシカゴ万国博覧会にも参加した。1897年にはパリのサロンで審査員に選ばれた最初の女性になった。

## 作品

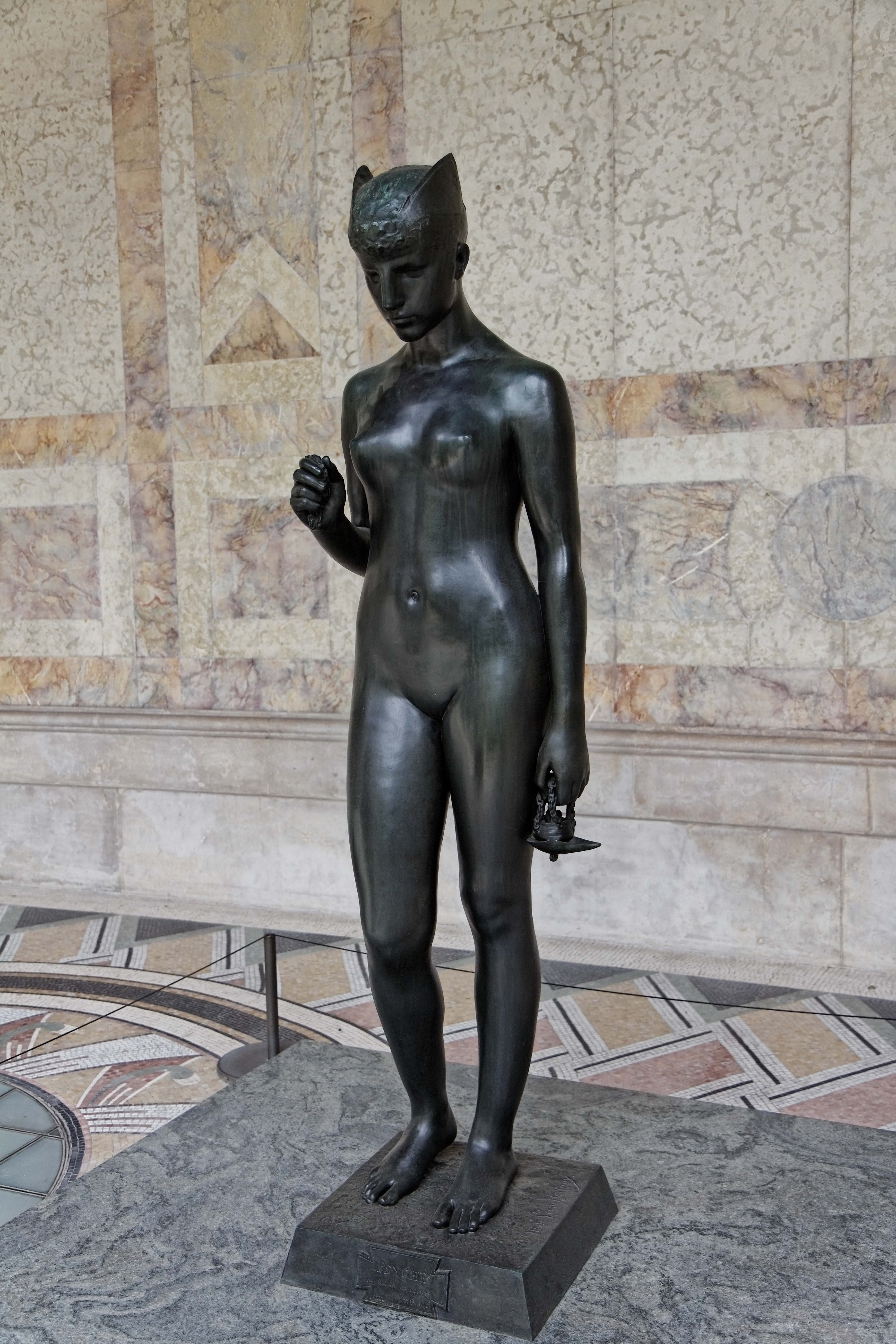
Psyché sous l'empire du mystère,
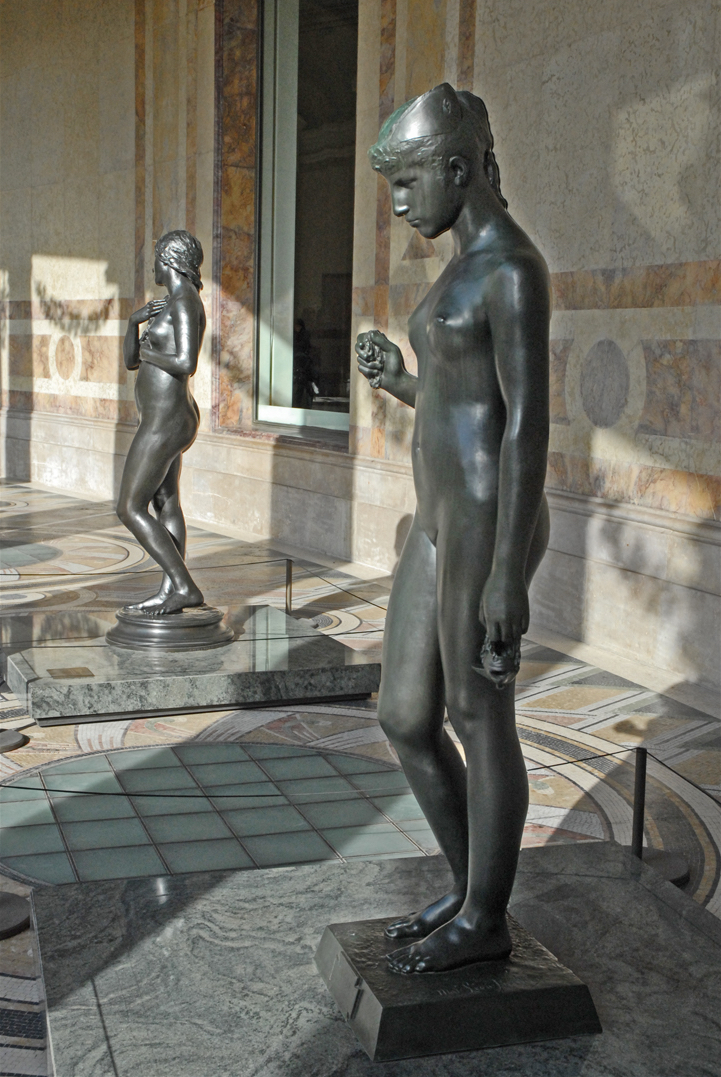
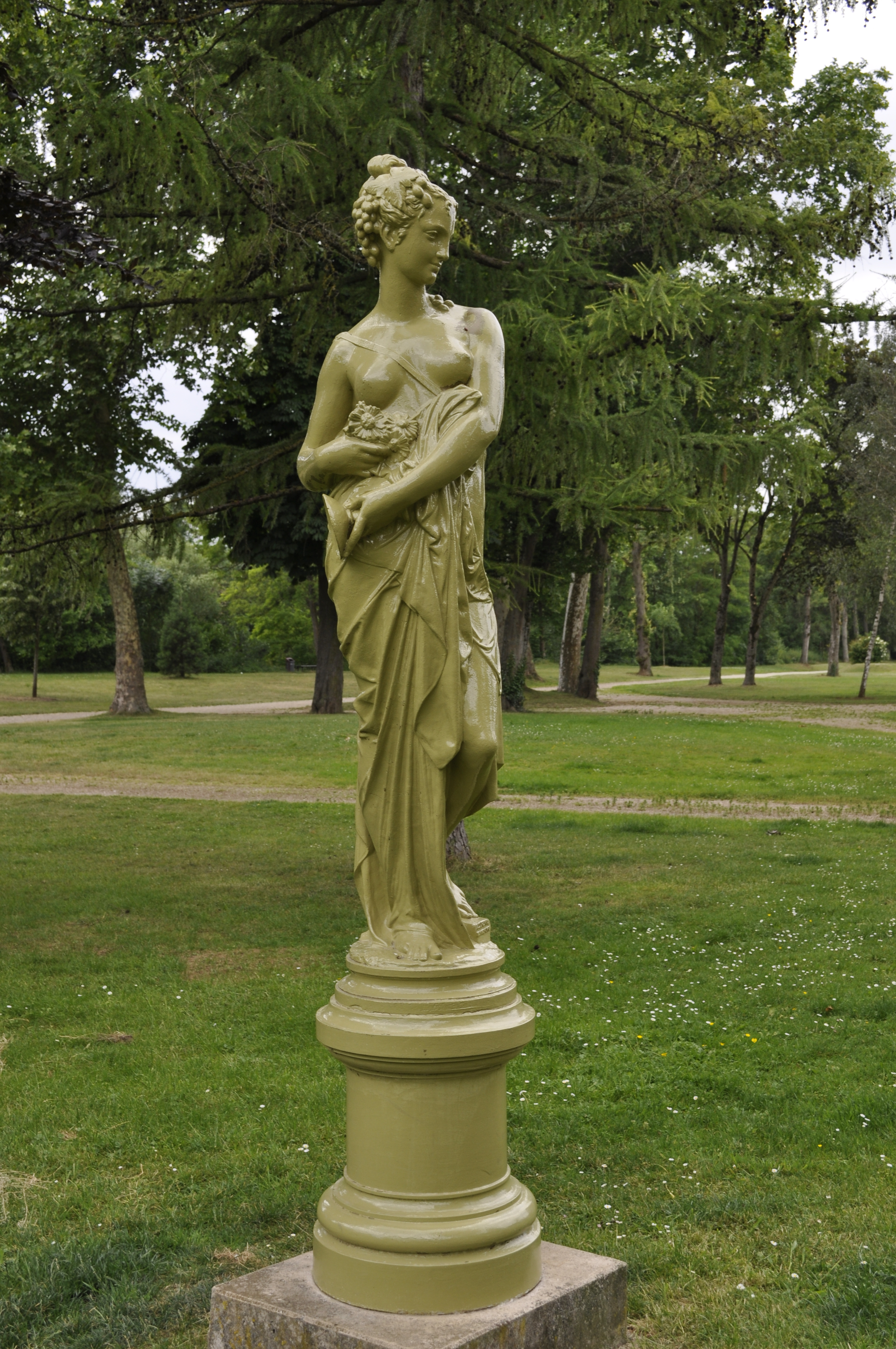
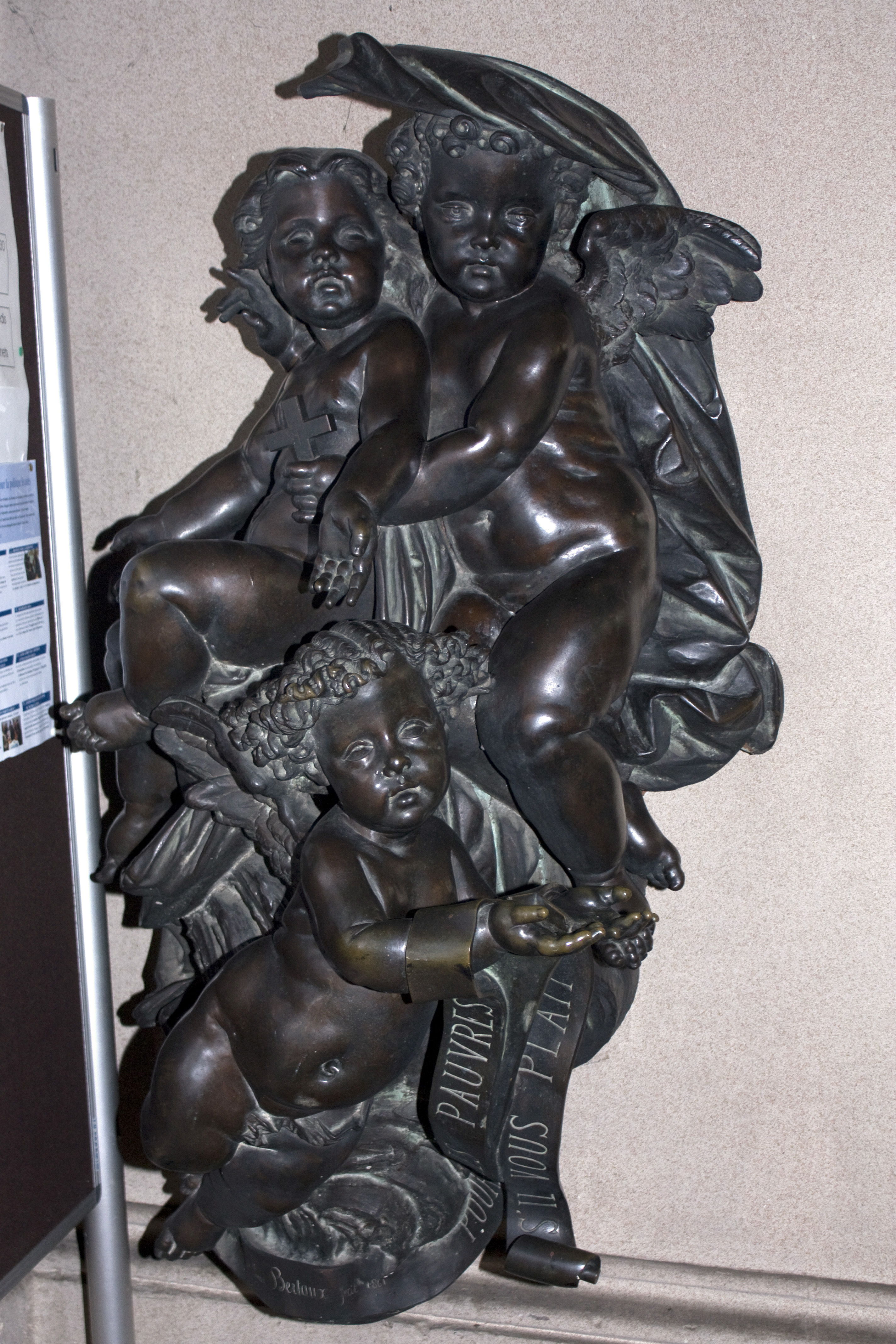